# Селеро
Сѐлеро (на италиански: Sellero, на източноломбардски: Hèler, Хелер) е село и община в Северна Италия, провинция Бреша, регион Ломбардия. Разположено е на 476 m надморска височина. Населението на общината е 1505 души (към 2011 г.).